# The Imperfects
The Imperfects es una serie de televisión canadiense de ciencia ficción de 2022, creada por Dennis Heaton y Shelley Eriksen, y producida por Netflix. En noviembre de 2022, la serie fue cancelada por Netflix luego de una temporada.

## Argumento
Tres veinteañeros, Abbi, Juan y Tilda, se convierten en monstruos tras someterse a una terapia génica experimental. Posteriormente, el trío decide cazar al científico responsable de su transformación, el Dr. Alex Sarkov, y obligarlo a convertirlos en humanos nuevamente. A ellos se une la Dra. Sydney Burke, una científica que los ayuda en su búsqueda.

## Reparto
- Italia Ricci como la Dra. Sydney Burke.
- Morgan Taylor Campbell como Tilda Weber.
- Rhianna Jagpal como Abbi Singh.
- Iñaki Godoy como Juan Ruíz.
- Rhys Nicholson como el Dr. Alex Sarkov.
- Celina Martín como Hannah Moore.
- Kyra Zagorsky como Isabel Finch.

## Producción

### Desarrollo
El 16 de abril de 2021, Netflix le dio a la producción un pedido directo a serie que consta de diez episodios. El programa es creado por Dennis Heaton y Shelley Eriksen, quienes se espera que sean productores ejecutivos junto a Chad Oakes y Michael Frislev. Nomadic Pictures es la compañía involucrada en la producción de la serie. El programa basa los poderes de los personajes principales en los de criaturas legendarias, como el alma en pena, el súcubo y el chupacabra.

### Casting
Tras el anuncio del orden de la serie, Italia Ricci, Morgan Taylor Campbell, Rhianna Jagpal, Iñaki Godoy, Rhys Nicholson, Celina Martin y Kyra Zagorsky fueron elegidos para protagonizar.